# Лејк Вју (Ајова)
Лејк Вју (енгл. Lake View) град је у америчкој савезној држави Ајова. По попису становништва из 2010. у њему је живело 1.142 становника.

## Демографија
Према попису становништва из 2010. у граду је живело 1.142 становника, што је -136 (-10.6%) становника више него 2000. године.
| Група             | 2000.         | 2010.         |
| Белци             | 1.264 (98,9%) | 1.133 (99,2%) |
| Афроамериканци    | 5 (0,4%)      | 3 (0,3%)      |
| Азијати           | 0 (0,0%)      | 0 (0,0%)      |
| Хиспаноамериканци | 3 (0,2%)      | 1 (0,1%)      |
| Укупно            | 1.278         | 1.142         |